# 天主教卡加-班多羅教區
天主教卡加-班多羅教區（拉丁語：Dioecesis Kagiensis-Bandorensis）是中非共和國一個羅馬天主教教區，屬班吉總教區。
教區成立於1997年6月28日，包括巴明吉-班戈蘭省、凱莫省和納納-曼貝雷省。2006年有教友76,809人（佔轄區總人口33.0%）、八個堂區、十五名司鐸。現任教區主教為阿尔波特·旺布埃。